# Синдром автоброварні
Синдром автоброварні (англ. auto-brewery syndrome) — рідкісний медичний стан, при якому достатня для сп'яніння кількість етанолу виробляється шляхом ендогенного бродіння всередині травної системи. Збудником цього стану визначено Saccharomyces cerevisiae, тип дріжджів. Дослідження також показали, що бактерії Klebsiella pneumoniae можуть аналогічно ферментувати вуглеводи до алкоголю в кишечнику, що може прискорити неалкогольне жирне захворювання печінки.
Цей синдром може виникнути у пацієнтів із синдромом короткої кишки після хірургічної резекції через бродіння невсмоктаних вуглеводів.
Водії автомобілів інколи заявляють, що у них є синдром ендогенної ферментації, у спробі уникнути штрафу за водіння в нетверезому стані. Але оскільки деякі судді відхиляють такі заяви і є випадки тюремних вироків у США, лікарі застерігають, що «ці пацієнти повинні бути дуже обережними щодо керування автомобілем», оскільки їх можуть заарештувати за перевищення законодавчо визначеного ліміту вмісту алкоголю в крові (який сильно різниться у різних штатах), навіть якщо вони не були п'яні під час арешту.
Варіант синдрому зустрічається у людей з порушеннями роботи печінки, які не дозволяють нормально виділяти або розщеплювати алкоголь. У пацієнтів із цим станом можуть виникнути симптоми синдрому автоброварні, навіть коли кишкові дріжджі виробляють занадто малу для сп'яніння здорової людини кількість алкоголю.

## Симптоми
Це захворювання може мати глибокий вплив на повсякденне життя. Окрім повторюваних побічних ефектів надмірної відрижки, запаморочення, сухості у роті, похмілля, дезорієнтації, синдрому подразненого кишечника та синдрому хронічної втоми, це може призвести до інших проблем зі здоров'ям, таких як депресія, тривожність та низька продуктивність на роботі. Випадковий стан сп'яніння може призвести до особистих труднощів, а відносна неяснота стану також може ускладнити пошук лікування.

## Діагностика
Алкоголь можна виявити тестом крові або подиху. Природні коливання можуть зумовлювати різний рівень алкоголю впродовж дня.